# Voïvodie de Tarnobrzeg
Pour les articles homonymes, voir Tarnobrzeg (homonymie).
La voïvodie de Tarnobrzeg (en polonais : województwo tarnobrzeskie) était une unité de division administrative et un gouvernement local de Pologne entre 1975 et 1998.  
Son territoire s'étendait sur 6 283 km2 et il est désormais couvert par la nouvelle voïvodie de Lublin, à la suite d'une loi de 1998 réorganisant le découpage administratif du pays.
En 1998, la voïvodie comptait 609 100 habitants.
La capitale de la voïvodie était Tarnobrzeg.
À la dissolution de la voïvodie, elle est remplacée en parties en voïvodie de Silésie, voïvodie de Sainte-Croix et voïvodie de Lublin

## Bureaux de district (Powiat)
Sur la base de la loi du 22 mars 1990, les autorités locales de l'administration publique générale, ont créé 3 régions administratives associant une dizaine de municipalités.
Bureau de district de Janów Lubelski
- Gminy

1. Batorz
2. Chrzanów
3. Dzwola
4. Godziszów
5. Janów Lubelski
6. Modliborzyce
7. Potok Wielki
8. Szastarka
9. Trzydnik Duży

Bureau de district de Nisko
- Gminy

1. Bojanów
2. Harasiuki
3. Jarocin
4. Jeżowe
5. Krzeszów
6. Nisko
7. Rudnik
8. Ulanów

Bureau de district de Opatów
- Gminy

1. Baćkowice
2. Ćmielów
3. Iwaniska
4. Lipnik
5. Opatów
6. Ożarów
7. Sadowie
8. Tarłów
9. Wojciechowice

Bureau de district de Sandomierz
- Gminy

1. Annopol
2. Dwikozy
3. Gościeradów
4. Klimontów
5. Koprzywnica
6. Łoniów
7. Obrazów
8. Samborzec
9. Wilczyce
10. Zawichost

- Ville

1. Sandomierz

Bureau de district de Stalowa Wola
- Gminy

1. Pysznica
2. Radomyśl
3. Zaklików

- Ville

1. Stalowa Wola

Bureau de district de Staszów
- Gminy

1. Bogoria
2. Łubnice
3. Osiek
4. Połaniec
5. Rytwiany
6. Staszów

Bureau de district de Tarnobrzeg
- Gminy

1. Baranów Sandomierski
2. Gorzyce
3. Grębów
4. Majdan Królewski
5. Nowa Dęba
6. Padew Narodowa

- Ville

1. Tarnobrzeg

## Villes
Population au 31 décembre 1998 :
- Stalowa Wola – 71 814
- Tarnobrzeg – 51 061
- Sandomierz – 27 409
- Staszów – 17 015
- Nisko – 15 722
- Nowa Dęba – 12 194
- Janów Lubelski – 12 182
- Połaniec - 8 525
- Opatów - 7 070
- Rudnik nad Sanem - 6 877
- Ożarów - 5 276
- Ćmielów - 3 213
- Annopol - 2 728
- Osiek - 2 041
- Zawichost - 2 033
- Ulanów - 1 418
- Baranów Sandomierski - 1 391